# Johann Schröder

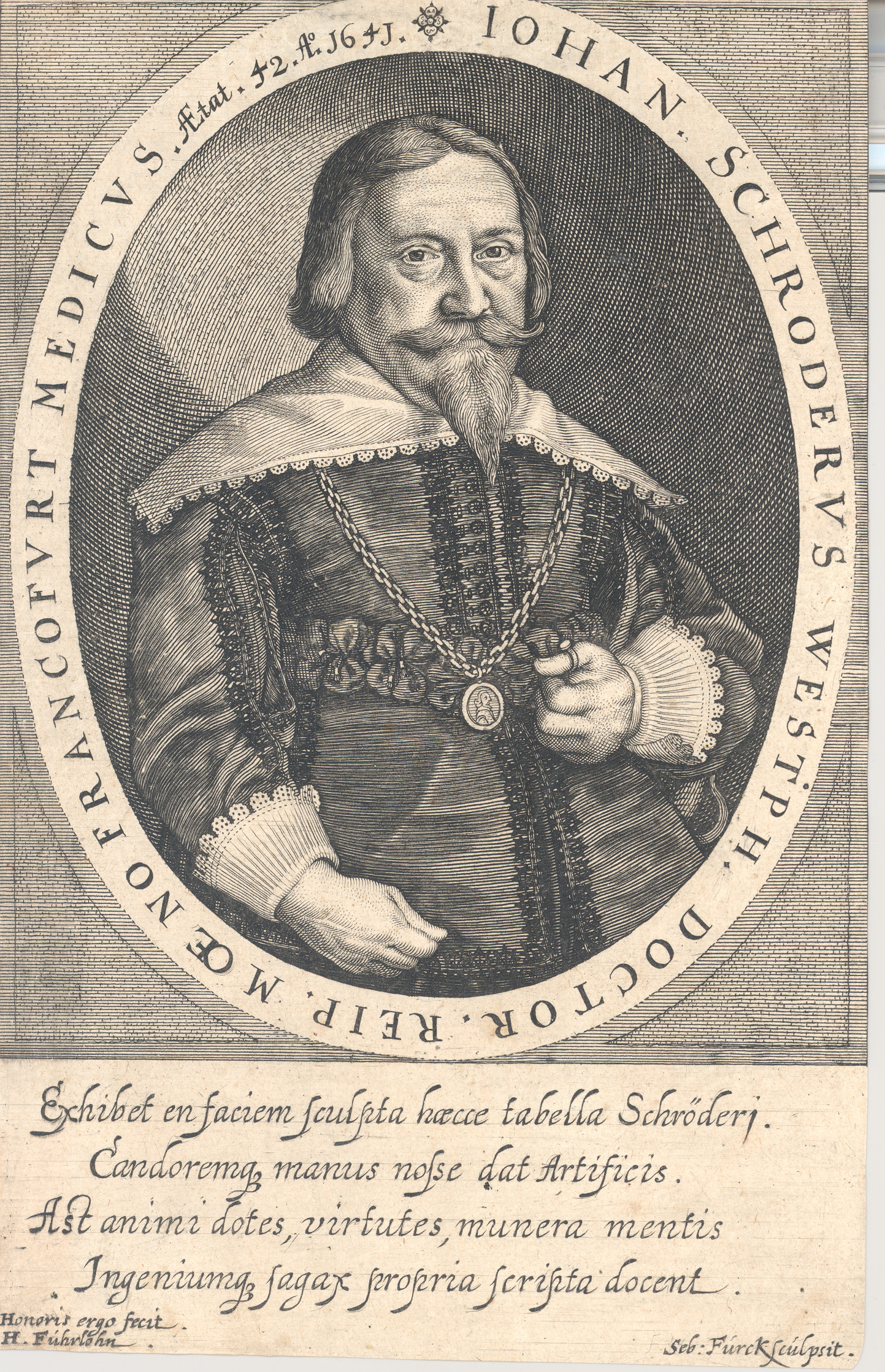
Retrato de Johann Schröder en Alter a los 41 años

Johann Schröder (1600, Salzuflen, Alemania-1664, Fráncfort del Meno, Alemania) fue un médico y farmacólogo alemán.  Escribió la obra "Tesoro de remedios", la farmacopea  más importantes del siglo XVII en Alemania.

## Primeros años y formación
Johann Schröder nació en 1600 en Salzuflen. Después de asistir a la escuela primaria local se fue en 1618 a Helmstedt, donde recibió su primera formación en el Pädagogikum. En el verano de 1620 se matriculó en la Universidad local. En julio de 1622, se trasladó a Rostock para continuar sus estudios de medicina. Cuatro años más tarde, Schroeder asistió a la Universidad de Copenhague. Después de completar sus estudios, se convirtió en tutor al servicio del mariscal de campo sueco Gustaf Graf Horn. En diciembre de 1630, Schröder continuó sus estudios de medicina en la holandesa Universidad de Leiden. Desde allí se trasladó a Caen, en el norte de Francia, donde recibió su doctorado en septiembre de 1632 con la obra De Dolore Colico.

## Cirujano del Ejército en la Guerra de los Treinta Años
En los años siguientes se presentó como médico de campo y de nuevo al servicio del sueco Horn, quien después de la muerte del rey Gustavo II Adolfo en 1632 estuvo al mando del ejército sueco en Alemania. En la batalla de Nördlingen, el 6 de septiembre de 1634, los suecos perdieron y el general Horn fue encarcelado. Al perder su empleo, Schröder buscó ahora un trabajo civil y se asentó como médico en Marburgo, donde la peste causaba estragos.

## Médico en Frankfurt
En 1635, Schröder se mudó a Fráncfort del Meno, donde fue admitido en el Medicum collegium. Adquirió la ciudadanía y se casó con una dama de la prestigios familia Frankfurter. En 1641, Schröder publicó su obra principal, la Pharmacopoeia medico-chymica sive thesaurus pharmacologicus (abreviado, "Tesoro de remedios").
En Fráncfort, Schröder se trasladó en los últimos años a las oficinas de los médicos jerárquicamente graduados de la ciudad con los títulos de ordinarius medicus secundus (1643), primus (1648) y finalmente Primarius medicus  en 1658 así como presidente del Collegium sanitatis de Frankfurt. En este sentido, Schröder tuvo que supervisar, entre otras cosas, los hospitales de la ciudad e intervinoo como experto médico en los juicios penales. Él también tenía asu cargo la supervisión de las farmacias en la ciudad. Durante su estancia en Frankfurt hubo momentos en que Schröder regentaba cinco farmacias.
Johann Schröder murió en 1664 en Frankfurt.

## Médico del Landgraviato de Hesse
Durante su servicio en la ciudad de Frankfurt, Schroeder estaba en estrecho contacto con la casa real (Landgraviato de Hesse-Darmstadt). Después de haber sido nombrado en 1637 médico personal del Duque Johann, la comisión le nombró médico en la corte de Darmstadt. También fue médico del Landgrave Felipe III de Hesse-Butzbach.

## Tesoro de Remedios
Schröder escribió su obra maestra, Tesoro de Remedios, hacia 1641 en Ulm, y tuvo un éxito tremendo. Entre 1641 y 1746 se publicaron 14 ediciones en latín, además de traducciones al inglés, francés y alemán. La primera traducción alemana fue publicada en Nuremberg en 1684, seguida por otros seis hasta 1746-1748. Schröder fue en su tiempo un fiel seguidor del médico y alquimista Paracelso.
Además de una introducción teórica, contiene secciones de un gran valor práctico para médicos, farmacéuticos y cirujanos . Schröder recogió los conocimientos médicos de su tiempo de muy diversas fuentes, y las estructuró con claridad.  Este trabajo contiene todo el saber farmacéutico popular y abarcaba todos los ámbitos de la técnica de farmacia.
Posteriormente, el médico Friedrich Hoffmann, de Halle, escribió un comentario en 1675 que corregía algunos puntos de vista "obsoletos". El comentario fue incorporado a la edición alemana e hizo que la obra se mantuviera actualizada, por lo que fue durante 100 años una obra de referencia de la medicina alemana en uso.

## Obras
- Iohannis Schröderi pharmacopoeia medico-chymica sive thesaurus pharmacologicus. - De novo ab authore diligenter recognita. - Lugduni : Rigaud, 1649. Digitalizado a partir de original en la Universidad y la Biblioteca del Estado de Dusseldorf